# JP-8
JP-8 oder JP8 (für Jet Propellant, etwa Düsentreibstoff) ist ein Flugturbinenkraftstoff für Strahlflugzeuge und Hubschrauber mit einem Turbinentriebwerk, dessen Standard 1990 durch die USA festgelegt wurde. Der Treibstoff basiert auf Kerosin. Er ist ein Ersatz für den Treibstoff JP-4, der in der US-Luftwaffe bis etwa Herbst 1996 genutzt wurde.

## Eigenschaften
JP-8 soll weniger Benzol (krebserregend) und weniger Hexan (ein Nervengift) enthalten als JP-4. Dafür riecht der Treibstoff aber stärker als JP-4 und verhält sich wesentlich öliger als der recht dünnflüssige JP-4. Arbeiter, die mit JP-8 in Kontakt kommen, berichten davon, dass sie noch Stunden nach Abschluss der Arbeiten JP-8 riechen und schmecken können. Da JP-8 wegen des hohen Siedepunktes weniger schnell verdunstet, bleiben verunreinigte Flächen länger benetzt, und die Wahrscheinlichkeit für einen direkten Kontakt mit dem Treibstoff steigt.
JP-8 wurde entwickelt, um einen schwerer entflammbaren und somit weniger gefährlichen Treibstoff zu haben und dadurch die Sicherheit im alltäglichen Umgang und die Überlebensfähigkeit der Truppen im Feld zu erhöhen. Es ist geplant, JP-8 bis etwa 2025 zu nutzen. Der Treibstoff wurde auf einigen NATO-Basen bereits 1978 genutzt. Sein NATO-Code lautet F-34. Die Spezifikationen sind beispielsweise in der Militärnorm MIL-DTL-83133 und British Defence Standard 91-87 festgelegt.
JP-8 wird als Universalkraftstoff auch in militärischen Dieselmotoren eingesetzt. Da die Cetanzahl jedoch nicht spezifiziert ist, gibt es bei modernen hoch aufgeladenen Dieselmotoren Probleme mit dem Zündverzug bei Kaltstarts und im Leerlauf bei kaltem Motor. Ebenso ist die Schmierfähigkeit nicht spezifiziert. Deshalb ist dieser Flugzeugkraftstoff für den Einsatz in Common-Rail-Systemen nur bedingt geeignet. Sowohl die Cetanzahl als auch die Schmierfähigkeit können mit dem Multifunktionsadditiv S-1750 verbessert werden, der Kraftstoff bekommt dann die Bezeichnung F-63 und ist für andere Anwendungen als Diesel-Motoren ungeeignet. Zudem gibt es einen Referenz- bzw. Abnahmekraftstoff nach MIL-DTL-46162 mit engeren Toleranzen und u. a. zusätzlich spezifizierter Cetanzahl. Zusätzlich zur Betankung von Flugzeugen wird JP-8 auch zum Betrieb von Heizgeräten oder Öfen, Panzern oder anderen Militärfahrzeugen eingesetzt.
Als Additive zur Verbesserung der Kraftstoffeigenschaften gehören folgende Zusatzstoffe:
- Als Korrosionsschutzmittel ein Fettsäuregemisch, vorwiegend Dilinolsäure 4 g/m³ bis 8 g/m³.
- Als Frostschutzmittel bis 1994 Ethylenglycolmonomethylether (EGME), seit 1994 Diethylenglycolmonoethylether (DIEGME) mit einem Volumenanteil von 0,10 bis 0,15 Prozent.
- Für die thermische Stabilität wird ein Detergent-/Dispersantadditiv (früher auch HD-Additiv bezeichnet) auf Seifenbasis im Gemisch mit phenolischen Antioxidantien in einer Konzentration von 0,256 g/m³ eingesetzt. Die genaue Zusammensetzung ist patentrechtlich geschützt.

Der in der zivilen Luftfahrt verwendete Treibstoff Jet-A1 basiert auf derselben Kerosinsorte allerdings mit weniger Additiven.
Die US Navy nutzt einen ähnlichen Treibstoff, den JP-5. JP-5 hat einen noch höheren Flammpunkt als JP-8, wird aber wegen seiner deutlich höheren Beschaffungskosten in der Regel nur auf Flugzeugträgern, wo der Sicherheitsaspekt schwerer wiegt als die Kosten, eingesetzt. JP-8 wird auch in der Amundsen-Scott-Südpolstation zur Erzeugung von Wärme und Elektrizität und zum Schmelzen von Eis zur Trinkwassergewinnung genutzt. Er wurde dort eingesetzt, da er einer der wenigen Treibstoffe ist, die bei den dortigen Umgebungsbedingungen nicht ausflocken oder gelieren.

## JP-8+100
JP-8+100 ist eine Version von JP-8 mit weiteren Zusatzstoffen, die seine thermische Stabilität um 100 °F (55 °C) erhöhen sollen. Der Zusatz besteht unter anderem aus Tensiden, Metallinhibitoren und Antioxidantien. Die Version ist seit 1994 in Gebrauch. Die Zusätze reduzieren Verschlackung und Verschmutzung in Triebwerks-Einspritzsystemen.
In der zivilen Luftfahrt wird diese Variante beispielsweise in Polizeihubschraubern in Tampa, Florida eingesetzt.